# Juventud divino tesoro
Juventud divino tesoro é uma telenovela mexicana, produzida pela Televisa e exibida em 1968 pelo Telesistema Mexicano.

## Elenco
- Irma Lozano
- Héctor Bonilla
- Renata Seydel
- Jorge Ortiz de Pinedo
- Renata Flores